# Festival international du film de Brisbane
Pour les articles homonymes, voir BIFF.
Le festival international du film de Brisbane (Brisbane International Film Festival ou BIFF), est un festival de cinéma organisé par Screen Queensland chaque année en novembre depuis 1992 à Brisbane, dans le Queensland, en Australie.

## Programme
- International Shorts
- Australian Shorts
- Queensland Shorts
- Documentaries
- Expanding Boundaries
- World Cinema
- A Taste of Asia
- Curtain Raisers
- BIFF GenNext[1]

## Prix décernés
- Prix du public (Audience Award)
- BIFFDOCS
- Chauvel Award
- FIPRESCI Award
- NETPAC Award
- Interfaith Award for Promoting Humanitarian Values

## Éditions

### Festival international du film de Brisbane 2003

#### Prix du public
- L'Auberge espagnole – Cédric Klapisch